# Mukics Ferenc
Mukics Ferenc (szlovénül: Francek Mukič) (Felsőszölnök, 1952. szeptember 28. −) magyarországi szlovén néprajzkutató, történész, író, újságíró, nyelvész, zenész.
Szentgotthárd mellett született paraszti családban. Bányászati szakközépiskolában tanult, majd beiratkozott ljubljanai egyetemre, ahol szlovén nyelvet és újságírást hallgatott. Visszatérte után a Vas Népe és a Magyar Rádió alkalmazásába került, mint újságíró és szerkesztő, s publikált az akkori magyarországi délszlávok közös sajtótermékeiben a Narodni kalendar-ban és a Narodne noviné-ban is.
Feleségével, Kozár Máriával közösen adott ki néprajzi és történeti munkákat a Vendvidékről és aktív nyelvészeti valamint etnográfiai tevékenységet végzett az 1980-as években. Fiával, Mukics Dusánnal dalköteteket is közöltek.
Munkái közé tartozik két vend nyelvű regény, szlovén nyelvtan, magyar-szlovén frazeológiai szótár és rábamenti vend tájszótár.
2006-ben elnyerte A nemzetiségekért díjat, 2015-ben pedig Pro Cultura Minoritatum Hungariae díjat.